# 瑟福爾
瑟福爾（挪威語：Sørfold）是挪威諾爾蘭郡的一個市镇，行政中心为斯特赖于门村。市镇面积为1,637.43平方公里，2023年人口数量为1,845人。